# Oído al parche
Oído al parche es una expresión castellana de origen bélico que, en sentido literal, quiere decir al sujeto destinatario de este consejo, o aforismo, que debe afinar, que debe aguzar el oído para sentir anticipadamente los tambores (parches) batidos por los soldados enemigos, desde lo más lejos posible, con la máxima anticipación.
Con la expresión semejante ojo al parche puede parecer que la dicción es errónea por no utilizar el órgano auditivo con la palabra parche como sinónimo de tambor . Sin embargo, ¡Ojo! significa aquí 'prestar atención' o 'vigilar', lo que le da el mismo significado que la expresión original.

## Origen histórico

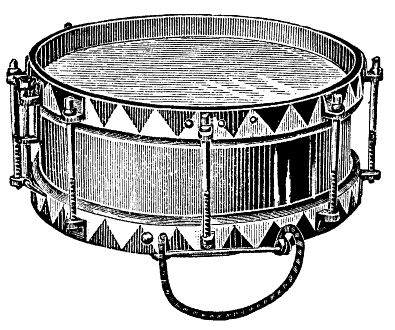
Tambor

Los ejércitos estructurados se montan, en realidad, para evitar las guerras; esto es un axioma que no se discute desde la era romana (si vis pacem, para bellum). Si se puede eludir el combate, los soldados prefieren no luchar, esto es lógico y ha sido siempre de ese modo. Por esa razón, históricamente los destacamentos militares tenían entre sus dotaciones unas imponentes bandas de música, cuya finalidad primordial, lejos de lo que pudiera parecernos, no era entretener a la tropa, sino que era evitar el combate si fuera posible. Por esa tradición, la banda de música militar desfila situada delante de la tropa guerrera.
El objetivo de la banda musical consistía en hacer mucho ruido musical, con trompetas y con tambores, sobre todo estos últimos, de modo que el estruendoso sonido de los tambores pudiese conseguir asustar y ahuyentar al enemigo, que se sobrecogía oyendo el violento sonido proveniente del golpeo, a ritmo coincidente, de los parches (tambores) batidos por los soldados-músicos.

## Valor actual
Con esta expresión tradicional hoy se pretende utilizar, en clave de metáfora y para dar plasticidad al mensaje y hacer entender, al destinatario de la frase proferida, que ha de espabilarse y tiene que estar atento para detectar el posible peligro lo antes posible, de asumir su deber de oír el parche (tambor) del enemigo, cuando venga este hacia él o a nosotros, a fin de ser detectado cuando el hipotético enemigo esté todavía lejos, de modo que permita la anticipación y disponer de tiempo para quitarse de en medio o para posicionarse bien de cara a un enfrentamiento exitoso. Para mayor comprensión del significado de la expresión, decir que oído al parche se traduce al idioma inglés como heads up.